# باشگاه فوتبال ریت روورز
باشگاه فوتبال ریت روورز (انگلیسی: Raith Rovers F.C.) یک باشگاه فوتبال اسکاتلندی در لیگ دسته اول اسکاتلند بازی می‌کند. مقر این باشگاه در شهر کیرک‌کالدی است. این باشگاه در سال ۱۸۸۳ تأسیس شد.